# آراخنه ۴۰۷
سیارک ۴۰۷ (به انگلیسی: 407 Arachne، نامگذاری:1895CC) چهارصد و هفتمین سیارک کشف شده‌است که در ۱۳ اکتبر ۱۸۹۵ و در هایدلبرگ کشف شد.
قدر مطلق سیارک برابر ۸٫۸۸ است.